# Cantone di Saint-Michel-sur-Orge
Il Cantone di Saint-Michel-sur-Orge era una divisione amministrativa dell'arrondissement di Palaiseau.
A seguito della riforma approvata con decreto del 24 febbraio 2014, che ha avuto attuazione dopo le elezioni dipartimentali del 2015, è stato soppresso.

## Composizione
Comprendeva il solo comune di Saint-Michel-sur-Orge.